# 76-мм гірська гармата зразка 1909 року
76-мм гірська гармата зразка 1909 року — легка гірська артилерійська гармата калібру 76,2 мм (3 Дюйми), що вироблялася в Російській імперії у 1911—1915 роках. Активно використовувалася у Першій світовій війні, Українсько-радянській війні, Громадянській війні в Росії та деяких інших збройних конфліктах за участі держав, що входили до Російської імперії.

## Історія створення
1893 року грецький полковник та інженер Панагіотіс Дангліз розробив проєкт 75-мм гірської гармати та надав його грецькому військовому міністерству. Данглізу було відмовлено у виробництві такої гармати і протягом 10 років проєкт не використовувався. 1905 року П.Дангліз запропонував французькій фірмі Шнейдер виготовити екземпляр гармати для участі у черговому конкурсі для армії Греції. Фірма Шнейдер спроєктувала лафет гірського типу для гармати Дангліза.
Перше випробування дослідного зразка було проведено у Франції в травні 1906 року. З квітня гармата проходила випробування у Греції, після чого гармата системи Дангліза-Шнейдера була прийнята на озброєння армії Греції. До початку 1909 року фірма Шнейдер виготовила гармати для озброєння 6 батарей.
На початку 1908 року система Дангліз була продемонстрована генеральному інспектору артилерія російської армії великому князю Сергію Михайловичу після чого він вирішив випробувати її. На його прохання Микола ІІ доручив провести випробування скорострільних гірських гармат систем Шнейдера та Шкоди.
На порівняльні випробування гірських гармат були допущені тільки дві системи. Перевагою системи Шкоди була менша вага, що дозволяло в'ючити її на коней без розбирання. Натомість гармата Дангліза-Шнейдра мала кращу балістику та надійніший накатник — пневматичні накатники замість пружинних.
25 лютого 1909 року головне артилерійське управління запросило Миколу ІІ про можливість прийняття гармати Дангліза-Шнейдера на озброєння, про що наступного дня вийшло царське розпорядження. В наказі по Віськвому відомству було вказано про необхідність доведення системи. По результатах випробування було вирішено замінити оригінальні колеса та приціл фірми «Шнейдер» колесами системи Охріменко та панорамою системи «Герц» виробництва Обухівського заводу.

## В'ючне та колісне транспортування
Прийняття гірської гармати на озброєння було зустрінуте сумнівами артилерійського комітету російської армії, оскільки вона була мало придатною до перевезення на в'юках через вагу. Тільки патронні в'юки мали вагу, прийнятну для перевезення в'ючним конем російського типу — до 100 кг, інші в'юки були для них непосильними, оскільки важили від 120 до 140 кг. Під час руху на колесах елементи системи починали розхитуватись.

## Застосування
76-мм гірська гармата зразка 1909 року застосовувалася російською армією на Кавказькому та Південно-Західному (Карпатському) фронтах Першої світової війни.
Гармати застосовувалися армією УНР під час Української національної революції 1917—1920 років. В січні 1918 року чорні гайдамаки під командуванням С.Петлюри використовували декілька 76-мм гірських 

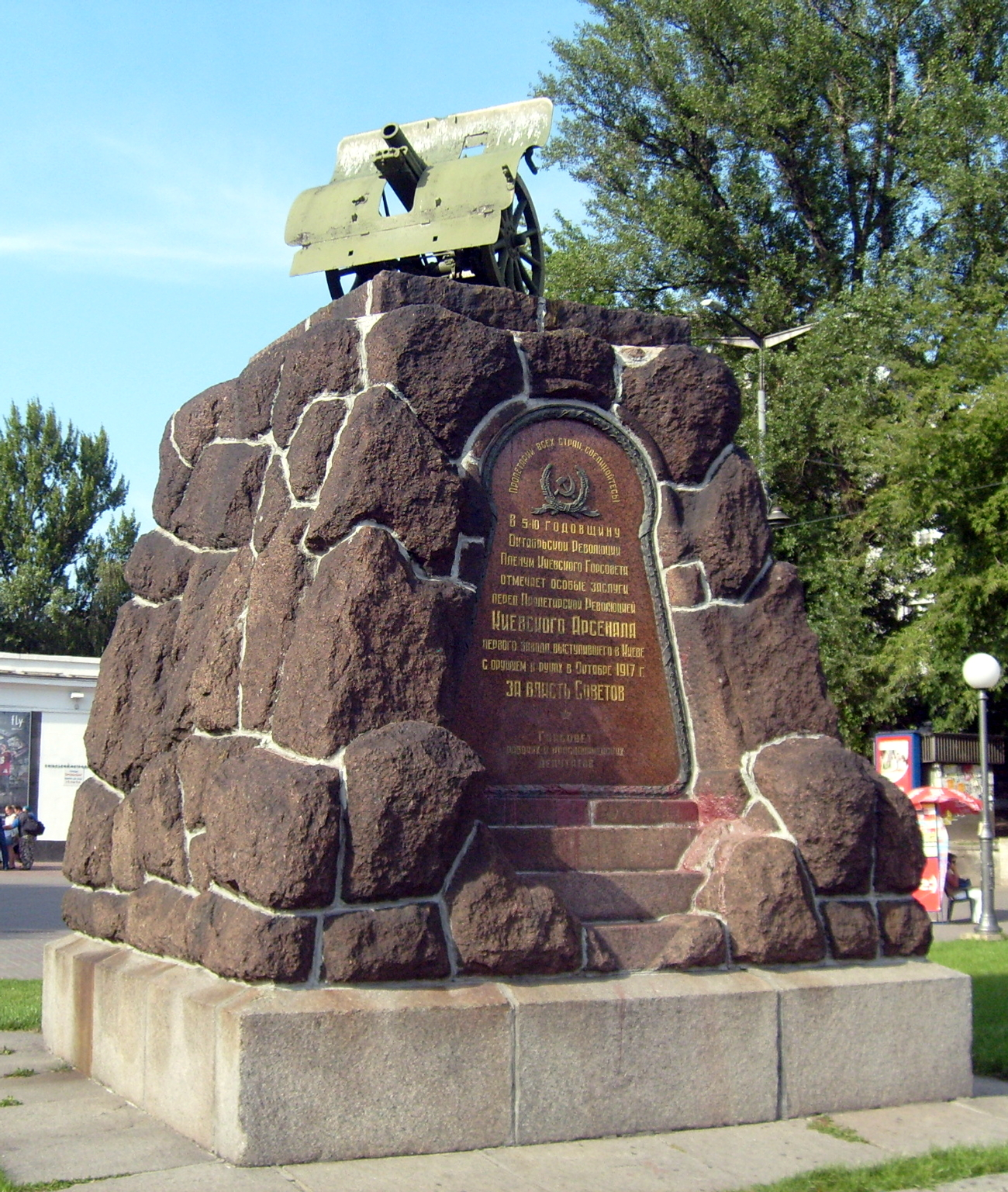
Пам'ятник арсенальцям у Києві, встановлений за часів комуністичної влади. 76-мм гірські гармати зразка 1909 року (на постаменті) застосовувалися чорними гайдамаками для придушення повстання на заводі Арсенал.

 гармат зразка 1909 року для придушення бунту на заводі «Арсенал». 
|  | Одразу після того, як чорні гайдамаки перевірили Печерськ, туди направили артилеристів на чолі з капітаном Савченком, які два дні тому обстрілювали "Арсенал" гавбицею з Дарниці. Гарматники з'явились до нейтрального запасного кінно-гірського дивізіону, що містився на Московській вулиці, та взяли там 2 гармати. Одна була поставлена на Московській вулиці, поруч з 1-ю юнацькою школою, а друга на горі Кловського спуску. Тепер "Арсенал" обстрілювало 5 гармат: дві з Печерська та три з Товарової станції. |

Гарматний вогонь по заводу «Арсенал» призводив до великих втрат серед повсталих. З рештою, вони частинами почали здаватися українській армії. Перед остаточним штурмом будівлі заводу була проведена істотна артилерійська підготовка, проламані стіни, через які увірвалися атакуючі.

## Порівняльні характеристики
Гірська гармата зразка 1909 року за балістичними характеристиками була найкращою порівняно з такими гірськими гарматами як 65-мм французька та 68-мм австрійська, але була значно важчою.
| Держава, калібр та рік прийняття гармати на озброєння | Вага системи у бойовому положенні, кг | Вага снаряду, кг | Вага розривного заряду, кг | Кількість куль у шрапнелі | Початкова швидкість, м/с | Найбільша дальність | Скорострільність, пострілів на хвилину | Вертикальний кут обстрілу, градуси |
| ----------------------------------------------------- | ------------------------------------- | ---------------- | -------------------------- | ------------------------- | ------------------------ | ------------------- | -------------------------------------- | ---------------------------------- |
| Російська 76-мм гірська гармата зразка 1909 року      | 624                                   | 6,5              | 0,78                       | 260                       | 381                      | 7,0                 | 10                                     | -10 +35                            |
| Французька 65-мм гірська гармата зразка 1906 року     | 390                                   | 3,81             | 0,5                        | ?                         | 330                      | 6,5                 | 8                                      | -9 +35                             |
| Австро-угорська 7-см гірська гармата М.99             | 315                                   | 4,68             | 0,7                        | 216                       | 310                      | 4,8                 | 2                                      | -10 +26                            |

## 76-мм протиштурмова гармата зразка 1910 року
Гармата являла собою модифікацію 76-мм гірської гармати зразка 1909 року. Ствол та казенна частина встановлені на новий лафет, більш легкий, ніж у попередньої гармати, але нерозбірний. В боєкомплекті використовувались снаряди від гірської гармати зразка 1909 року, але зі зменшеним зарядом пороху, внаслідок чого гармата мала менший відбій та відкат ствола. Серійне виробництво гармати почалося на Путиловському заводі 1911 року та продовжувалося до середини 1915 року. Усього було виготовлено 407 гармат в рамках двох партій. Такі гармати використовувалися у різноманітних фортифікаційних спорудах та були призначені як для оборони, так і для вогневої підтримки «своїх» військ під час вилазок. Крім того 76-мм протиштурмова гармата зразка 1910 року встановлювалася на гарматно-кулеметні бронеавтомобілі «Гарфорд-Путилов».